# 박명진
박명진은 서울대학교 전 부총장이자 전직 방송통신심의위원회 위원장, 한국문화예술위원회 위원장, 대법원 공직자윤리위원회 위원장을 역임하고 박근혜 정부의 문화예술계 블랙리스트 위증으로 집행유예를 선고받은 인물이다.

## 학력
- 서울대학교 불어불문학과 학사
- 프랑스 니스 대학교 현대문학 석사
- 프랑스 Paris Sorbonne Nouvelle 영상커뮤니케이션 박사